# 猿投ダンプ事故
猿投ダンプ事故（さなげダンプじこ）は、愛知県西加茂郡猿投町（現・豊田市越戸町）で1966年に発生したダンプカーによる死亡事故。保母1名を含む合計11名が死亡、22名が重軽傷を負った。

## 経緯
1966年（昭和41年）12月15日午前8時50分頃、猿投町大字越戸字松葉地内の国道153号を豊田方面へ向けて走っていた建設土砂等運搬会社のダンプカー（8トン車）が居眠り運転で、横断歩道手前で停車していた豆腐製造販売業者のライトバンにノーブレーキで激突、2台ともが横断歩道を渡っていた越戸保育園（現・越戸こども園）の保母と園児約50人の列に突っ込んで次々と跳ね飛ばした。ただちに豊田市消防署より救急車2台が出動すると共に地元住民の自動車などの協力も得て、園児らを豊田市内の4ヶ所の病院へ搬送したが、保母1名を含む合計11名が死亡、22名が重軽傷を負った。ダンプカーの運転手F（当時29歳）は業務上過失致死傷と道路交通法違反容疑で緊急逮捕され、雇い主の建材業のKも道路運送法、積載制限違反の容疑で検挙された。

## 背景
事故にいたる経緯と背景は以下のとおり。1961年頃、Kは岐阜県各務原市でひとりでダンプカーを持ち、建材業を始めた。1966年2月、ダンプカーを2台に増やし、Fら二人運転手を雇い入れたが、仕事が少なく、同年10月25日、矢作ダム建設をあてこんで東加茂郡旭村小渡に出稼ぎにきた。事故当日の12月15日午前5時、FはKの指示で旭村笹戸の矢作川の採掘場から瀬戸市まで砂利を運び、同7時30分に引き返した。朝食を急いでとったあと、同7時45分、再び砂利を積み、豊田市堤の道路舗装工事現場へ向かった。その途中で事故を起こした。警察の取調べに対して「ドスンという音とショックで、慌ててブレーキとアクセルを踏み間違えた。疲労が蓄積し、また久しぶりに早起きしたため、居眠り運転してしまった」と供述している。歩合給であったため、一回でも多く走ろうと連日無理な運転を続けていたことが事故の背景にあった。さらに法定積載量6トン車に9トン以上積載していた。過積載は常態化していた。
当時、国道153号は矢作川の砂利を運び出すダンプカーが多数走っており、地元住民からは「ダンプ街道」と呼ばれていた。事故前の愛知県警の調査でも現場の1日のダンプカーの通行台数は500台を超えていたという。
同年12月16日23時30分、別の場所で別の事故が発生し、この年の交通事故による死者は1964年（昭和39年）の「13,318人」を突破し、「13,319人」という史上最悪の記録をつくった。

## 事故後
猿投町のダンプ事故は第一次交通戦争の代表的事故として、1967年6月6日の衆議院交通安全対策特別委員会で取り上げられ、土砂等を運搬する大型自動車による交通事故の防止等に関する特別措置法（通称・ダンプ規制法、昭和42年法律第131号）制定の要因となった。
事故現場は越戸こども園前の横断歩道であり、事故後には歩道や歩道橋も設置された。こども園内に慰霊碑が設置されている。

### 保安基準の改正
この事故を教訓に、巻き込み防止等ダンプカーの保安基準も改正された。

### 運転免許制度の改正
それまで大型自動車運転免許は18歳以上であれば、普通自動車・軽自動車の運転免許を受けていた期間にかかわらず、さらに、無免許状態からも直接受験することができたが、この事故を契機に、受験資格が20歳以上で、普通自動車運転免許、または、大型特殊自動車運転免許のいずれかを受けていた期間（ただし、免許の効力が停止していた期間を除く）が通算して2年以上の者に引き上げられた（ただし、特例で19歳以上の自衛官が自衛隊の施設内に設置された指定自動車教習所において所定の教習を受けた場合を除く。また後の改正で通算期間が3年以上に、さらに、「受験資格特例教習」を受け修了した者は通算期間が1年以上に改められている）。